# Copplestone
Copplestone – wieś w Anglii, w hrabstwie Devon, w dystrykcie Mid Devon. Leży 18 km na północny zachód od miasta Exeter i 265 km na zachód od Londynu. W 2001 miejscowość liczyła 894 mieszkańców.